# جريس كبريتي
الجُرَيس الكبريتي (باللاتينية: Campanula sulphurea) نوع نباتي ينتمي إلى جنس الجريس من الفصيلة الجريسية.

## الموئل والانتشار
موطنه بلاد الشام ومصر.

## مرادفات للاسم العلمي
- (باللاتينية: Campanula esculenta Candargy [Illegitimate])
- (باللاتينية: Campanula sulphurea var. albostrigosa Rech.f.)
- (باللاتينية: Campanula sulphurea f. albostrigosa Rech. f.)
- (باللاتينية: Campanula sulphurea subsp. sulphurea)
- (باللاتينية: Campanula lyratella Feer)